# Västertjärnen (Laxsjö socken, Jämtland)
Västertjärnen är en sjö i Krokoms kommun i Jämtland och ingår i Indalsälvens huvudavrinningsområde.